# Adolph Friedrich von Krusenstierna
Adolph Friedrich von Krusenstierna, född 1679 i Estland, död 6 oktober 1713 i slaget vid Pälkäne, var en svensk militär.

## Biografi
Adolph Friechrich von Krusenstierna var son till kapten Adolph Friedrich von Krusenstiern och Johanna Catharina Taube. Han blev volontär vid tredje amiralitetsregementet och Claes Sparres kompani 1699, arklimästare 1700, konstapel vid amiralitetet och extra ordinarie löjtnant där samma år. År 1701 erhöll von Krusentierna avsked men blev samma år kapten vid Åbo läns fördubblingsinfanteribataljon, major där 1703 och överstelöjtnant 1706. Som överstelöjtnant deltog han 1708 i Georg Lybeckers anfall mot Sankt Petersburg och hans bataljon var den första som 30 augusti korsade Neva varvid han sårades. År 1710 blev han överstelöjtnant vid Åbo läns ordinarie infanteriregemente och var 1710–1711 tillförordnad chef för den del av regementet som inte var instängd i Riga. Efter Rigas kapitulation blev han befordrad till överste och tillförordnad chef för hela regementet. Åren 1711–1713 var han chef för Viborgs läns infanteriregemente och stupade i spetsen för regementet.